# 日本・ペルー経済連携協定
日本・ペルー経済連携協定（にほん・ペルーけいざいれんけいきょうてい、英語: Agreement between Japan and the Republic of Peru for an Economic Partnership）とは、2012年に日本とペルーの間で締結された経済連携協定である。日本法においては国会承認を経た「条約」であり、日本政府による日本語の正式な題名・法令番号は「経済上の連携に関する日本国とペルー共和国との間の協定（平成24年条約第2号）」である。

## 署名・発効までの経緯
2008年11月21日の麻生首相総理とアラン・ガルシア大統領との日本・ペルー首脳会談において、両国首脳は、日・ペルーEPA締結交渉の開始に向けて、前向きに検討していくことで一致した。
2009年2月24日の日・ペルー外相会談において、中曽根外務大臣（当時）から、日・ペルーEPA締結交渉を早期に開始すべく、3月下旬に東京において準備会合を実施することを提案し、準備会合の実施につき意見が一致した。
2009年3月23日（月曜日）から25日までの日程で東京において、日・ペルーEPA締結交渉の開始に向けた準備会合が開催され、EPA締結交渉の早期開始に向けて、EPAに対する双方の基本的立場等について、一定の共通認識が醸成された。
2009年4月14日、麻生首相総理とガルシア大統領との日・ペルー電話首脳会談において、EPA交渉を開始することが正式に決定された。
2009年5月25日から30日までの日程でペルーのリマにおいて、日・ペルー経済連携協定（EPA）交渉の第1回会合が開催され、日本とペルーとのEPA交渉が開始された。
2009年7月6日から10日までの日程で東京において、日・ペルー経済連携協定（EPA）交渉の第2回会合が開催された。
2009年8月24日から29日までの日程でペルーのリマにおいて、日・ペルー経済連携協定（EPA）交渉の第3回会合が開催された。
2009年10月1日から6日までの日程で東京において、日・ペルー経済連携協定（EPA）交渉の第4回会合が開催された。
2010年2月1日から6日までの日程でペルーのリマにおいて、日・ペルー経済連携協定（EPA）交渉の第5回会合が開催された。
2010年8月18日から31日までの日程で東京において、日・ペルー経済連携協定（EPA）交渉の第6回会合が開催された。
2010年10月28日から11月5日までの日程でペルーのリマにおいて、日・ペルー経済連携協定（EPA）交渉の第7回会合が開催された。
2010年11月14日、横浜で開催されたAPEC首脳会議の機会に行われた菅首相とガルシア大統領との日本・ペルー首脳会談において、日・ペルー経済連携協定の交渉完了に関する共同声明に両国首脳が署名した。
2011年5月31日、松本剛明外務大臣とエドゥアルド・フェレイロス・クッペルス（Mr. Eduardo Ferreyros Kuppers）ペルー共和国通商観光大臣との間で、経済連携協定に署名した。
日本における国内手続として、2011年11月1日に、協定の締結承認案件が閣議決定され、同日参議院へ提出された。国内法の改正については、外務省は条約の説明書において、「必要としない」としている。EPAのほとんどは衆議院先議で国会承認がされているが、日・ペルー経済連携協定は、参議院先議であった。
参議院において、協定の締結承認案件は、外交防衛委員会に付託され、協定は、2011年11月29日に委員会で、11月30日に参議院本会議で可決され、衆議院に送られた。賛成会派は、「民主党・新緑風会;自由民主党・無所属の会;  公明党; みんなの党;たちあがれ日本・新党改革;社会民主党・護憲連合; 国民新党」、反対会派は「日本共産党」であった、。
衆議院において、協定の締結承認案件は、外務委員会に付託され、2011年12月9日に委員会で、12月9日に衆議院本会議で可決され、国会の承認がされた。賛成会派は、「民主、みんな、国民、日本」、反対会派は「日本共産党」であった。
発効は、2012年3月1日。

## 内容
日本は、鉱工業品（ほぼすべての品目につき即時関税撤廃）、農林水産品では、豚肉、鶏肉・鶏肉調製品、アスパラガス、とうもろこし（菓子用・飲料用）等の農産品、製材等の林産品、アメリカおおあかいか等の水産品のアクセス改善を実施。
日本は、鉱工業品（乗用車、二輪車等の自動車、サスペンション、ガスケット、伝動軸、強化ガラス等の自動車部品、ボルト・ナット等の鉄鋼製品、テレビ、ブルーレイディスクレコーダー、リチウムイオン電池、鉛蓄電池等の電気・電子製品、医薬品、ボールペン等）のアクセス改善、農林水産品（ながいも、りんご、梨、柿、緑茶、清酒等）のアクセス改善などを獲得している。